# Real Racing Club de Santander 2012-2013

## Rosa
Rosa e numerazione aggiornata al 7 settembre 2012.

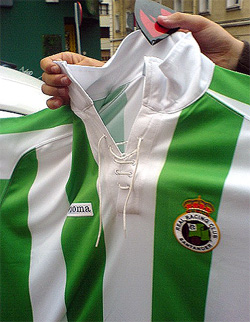
La maglia del Racing

| N. |                        | Ruolo | Calciatore       |
| -- | ---------------------- | ----- | ---------------- |
| 1  | Spagna (bandiera)      | P     | Mario Fernández  |
| 13 | Spagna (bandiera)      | P     | Daniel Sotres    |
|    | Stati Uniti (bandiera) | D     | Carlos Bocanegra |
| 3  | Spagna (bandiera)      | D     | Ruymán Hernández |
| 5  | Spagna (bandiera)      | D     | David Rochela    |
| 7  | Spagna (bandiera)      | D     | Francis Pérez    |
| 14 | Spagna (bandiera)      | D     | Gonzalo Herrero  |
| 22 | Spagna (bandiera)      | D     | Goikoetxea       |
| 24 | Spagna (bandiera)      | D     | Bautista         |
| 32 | Spagna (bandiera)      | D     | Daniel Pinillos  |
| 34 | Spagna (bandiera)      | D     | Javi Barrio      |
|    | Spagna (bandiera)      | C     | José Picón       |
| 4  | Spagna (bandiera)      | C     | Héctor Yuste     |
| 6  | Spagna (bandiera)      | C     | Albert Dorca     |
| 17 | Spagna (bandiera)      | C     | David Ferreiro   |
| 26 | Spagna (bandiera)      | C     | César de la Hoz  |

| N. |                           | Ruolo | Calciatore          |  |
| -- | ------------------------- | ----- | ------------------- |  |
| 27 | Spagna (bandiera)         | C     | Borja Docal         |  |
| 35 | Spagna (bandiera)         | C     | Alberto Guitián     |  |
| 8  | Spagna (bandiera)         | C     | Marcos Gullón       |  |
| 11 | Spagna (bandiera)         | C     | Jairo Samperio      |  |
| 18 | Spagna (bandiera)         | C     | Óscar Pérez Bovela  |  |
| 21 | Spagna (bandiera)         | C     | Antonio Longás      |  |
| 39 | Spagna (bandiera)         | C     | Enrique Rivero      |  |
| 30 | Argentina (bandiera)      | C     | Maxi Sepúlveda      |  |
|    | Algeria (bandiera)        | C     | Hameur Bouazza      |  |
| 9  | Israele (bandiera)        | A     | Gai Assulin         |  |
| 10 | Spagna (bandiera)         | A     | Julián Luque        |  |
| 23 | Spagna (bandiera)         | A     | Gaizka Saizar       |  |
| 29 | Spagna (bandiera)         | A     | Jaime Isuardi       |  |
| 15 | Serbia (bandiera)         | A     | Andrija Kaluđerović |  |
| 33 | Costa d'Avorio (bandiera) | A     | Mamadou Koné        |  |
|    | Nigeria (bandiera)        | A     | Kabiru Akinsola     |  |